# Alex House
Alexander Charles Albert „Alex” House (ur. 11 grudnia 1986 w Toronto) – kanadyjski aktor filmowy i telewizyjny, były aktor dziecięcy. Zagrał w serialu Degrassi: Nowe pokolenie rolę Tima, chłopaka Marco. Wystąpił też w serialu Derek kontra rodzinka, gdzie zagrał Trevora, kolegę Casey. W serialu Mroczna przepowiednia grał głównego bohatera, Lance’a Stone’a, a także jego alter ego, Blaze’a.
Ma 173 cm wzrostu.

## Filmografia

### Filmy fabularne
- 1999: Bliźniaczki na boisku (TV) jako dzieciak przy arkadach
- 2001: Witamy w naszej dzielnicy jako Jake Train

### Seriale TV
- 1999: Pamięć absolutna 2070 jako Taavo Soodor
- 1999: Ziemia: Ostatnie starcie jako Jessie
- 2004–2006: Mroczna przepowiednia jako Lance Stone/Blaze
- 2005–2006: Degrassi: Nowe pokolenie jako Tim
- 2006: Stacja Corner Gas jako Kyle
- 2006: Derek kontra rodzinka jako Trevor/Mick Jones
- 2013: Totalna Porażka: Plejada gwiazd jako Alejandro